# سنتینل-۲بی
سنتینل-۲بی (به ایتالیایی: Sentinel-2B)، یک ماهواره نوری تصویری اروپا است که راه‌اندازی آن در ۷ مارس ۲۰۱۷ انجام شد. این دومین ماهوارهٔ سنتینل-۲ است که به عنوان بخشی از برنامه کوپرنیک آژانس فضایی اروپا راه‌اندازی شده و مدار آن ۱۸۰ درجه با مدار سنتینل-۲ای متفاوت خواهد بود. این ماهواره دارای یک تصویرگر چند منظوره با تفکیک‌پذیری (دقت) بالا با ۱۳ باند طیفی است. با اطلاعاتی که این ماهواره برای کشاورزی و جنگلداری تهیه می‌کند، در کنار دیگر اطلاعات، امکان پیش‌بینی میزان بازدهی محصول نیز فراهم می‌گردد.

## پیشینهٔ مأموریت
قرارداد ۱۰۵ میلیون دلاری برای ساخت این فضاپیما در ماه مارس ۲۰۱۰ توسط مدیر برنامه‌های نقشه‌برداری زمین آژانس فضایی اروپا و مدیر عامل شرکت ماهواره‌های آستریوم امضا شد. در ژوئن ۲۰۱۶ این فضاپیما تکمیل و آماده شد و ماهواره به مرکز تحقیقات و فناوری فضایی اروپا منتقل گردید.